# TISH
TISH war eine kanadische lyrische Untergrundliteraturzeitschrift in Form eines Newsletters, die von Literaturstudenten der University of British Columbia 1961 begründet wurde und von einer Anzahl von Dichtern aus dem Großraum Vancouver bis 1969 betrieben wurde. Diese Newsletter-Gedichte basierten auf den Arbeiten jener Schriftsteller, die mit North Carolinas Black-Mountain-College-Experiment assoziiert waren.
Zu den beisteuernden Autoren gehörten George Bowering, Fred Wah, Frank Davey, Daphne Marlatt, David Cull, Carol Bolt, Dan McLeod, Robert Hogg, Jamie Reid und Lionel Kearns. Beeinflusst von dem Lyriktheoretiker Warren Tallman, bezog die Gruppe der TISH-Poeten außerdem ihre Inspiration von Robert Creeley, Robert Duncan, Charles Olson und Jack Spicer.
TISH sollte das Sprungbrett für eine Anzahl weiterer Publikationen sein, wie die alternative Zeitschrift The Georgia Straight, herausgegeben von Dan McLeod, der Gedicht-Newsletter SUM (1963–1965), herausgegeben von Frank Wah, das Magazin des Langgedichts Imago (1964–1974), herausgegeben von Bowering, das Journal von der Theorie des Schreiben Open Letter (1965 bis heute), herausgegeben von Davey, das Prosa Journal Periodics (1977–1981), herausgegeben von Marlatt und Paul de Barros sowie das Online-Journal Swift Current (1984–1990), herausgegeben von Davey und Wah, das von ihnen als das erste E-Magazin der Welt beschrieben wurde.
Laut George Fetherling in The Georgia Straight kam TISH eine besondere Bedeutung zu: “The journal started by George Bowering, Frank Davey, David Dawson, Jamie Reid and Fred Wah is probably the most influential literary magazine ever produced in Canada, of greater significance than even Preview or First Statement, the two that brought poetic modernism to the country in the 1940s.”